# Erhard Wunderlich
Erhard „Sepp“ Wunderlich (14. prosince 1956 Augsburg – 4. října 2012 Kolín nad Rýnem) byl německý házenkář. Měřil 204 centimetrů a hrál nejčastěji na místě levého obránce. Byl zvolen nejlepším německým házenkářem dvacátého století.
S házenou začínal v Augsburgu, od roku 1976 hrál za VfL Gummersbach. Vyhrál s ním Bundesligu v letech 1982 a 1983 a PMEZ v roce 1983. V letech 1982 a 1983 byl králem ligových střelců, třikrát získal ocenění Silbernes Lorbeerblatt. Pak přestoupil do FC Barcelona za dva a půl milionu marek, což byl rekordní kontrakt, který vzbudil spory o Wunderlichově statutu amatérského sportovce. V sezóně 1983/84 získal s Barcelonou Pohár vítězů pohárů v házené a Copa del Rey de Balonmano, avšak po roce se vrátil do Německa. Pak hrál za TSV Milbertshofen a VfL Bad Schwartau, kariéru ukončil v roce 1993.
V západoněmecké reprezentaci odehrál 140 utkání. Byl členem týmu, který vyhrál mistrovství světa v házené mužů 1978. V roce 1982 získal titul na vojenském světovém šampionátu. Na Letních olympijských hrách 1984 se 22 brankami podílel na zisku stříbrných medailí. Hrál také na světových šampionátech v letech 1982 a 1986, na obou skončil jeho tým na sedmém místě.  
Po ukončení hráčské kariéry působil jako trenér, se svojí manželkou také provozoval penzion u jezera Mondsee. Zemřel ve věku 55 let na rakovinu kůže. Byl uveden do Síně slávy německého sportu. V rodném Augsburgu je po něm pojmenována ulice a sportovní hala.